# حمله ۲۰۱۷ وست‌مینستر
در تاریخ ۲۲ مارس ۲۰۱۷ در میدان پارلمان و داخل محوطهٔ کاخ وست‌مینستر در لندن مرکزی یک حمله تروریستی اتفاق افتاد که یک مهاجم خودرویی را به سمت دروازه‌های کاخ راند و افرادی را چاقو زد که یکی از آنها افسر پلیس بود.
مهاجم، مرد ۵۲ سالهٔ بریتانیایی با تبار پاکستانی بنام «خالد مسعود» شناسایی شده‌است، او با وسیلهٔ نقلیهٔ اجاره‌ای خود به عابران پیاده‌روی پل وست‌مینستر حمله کرد، دو نفر در آنجا کشته شدند. او سپس به میان جمعی از مردم در نزدیکی دروازه‌های کاخ راند. مسعود پس از آن یک افسر پلیس را به شدت مورد ضربات چاقو قرار داد. مهاجم به ضرب گلولهٔ مأموران دیگر کشته شد. این اولین حمله تروریستی بزرگی بود که در لندن و انگلستان بعد از بمب‌گذاری‌های ۷/۷ لندن در ژوئیه ۲۰۰۵ رخ می‌دهد
مرگ پنج نفر از یک جمله یک مأمور پلیس و خود مهاجم تأیید شده‌است.

## قربانیان

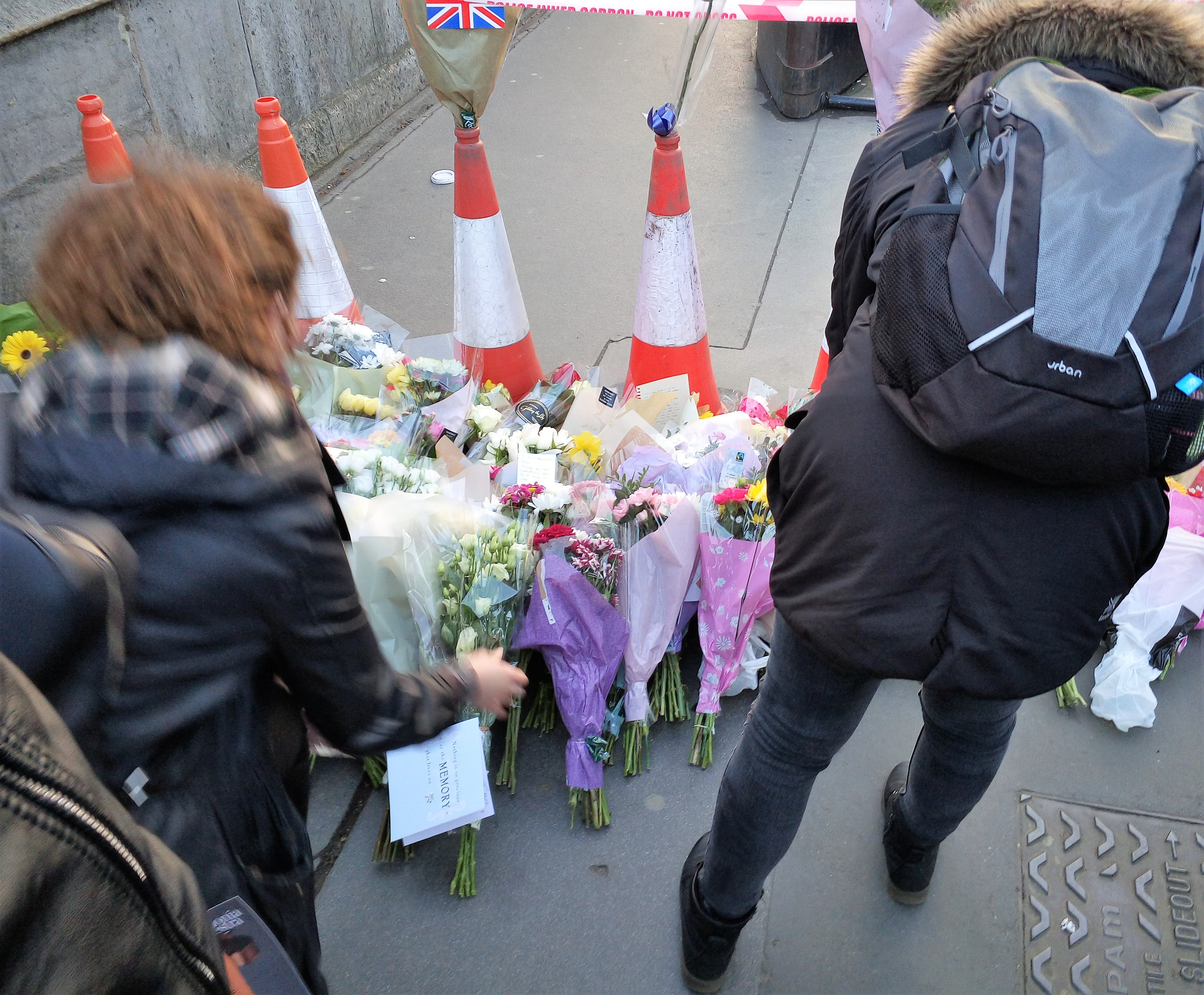

| ملیت             | کشته | مجروح | Ref.        |
| ---------------- | ---- | ----- | ----------- |
| بریتانیا         | ۴*   | ۱۲    | [ ۴ ]       |
| ایالات متحده     | ۱    | ۱     | [ ۴ ]       |
| استرالیا         | ۰    | ۱     | [ ۵ ]       |
| چین              | ۰    | ۱     | [ ۶ ]       |
| فرانسه           | ۰    | ۳     | [ ۷ ]       |
| یونان            | ۰    | ۲     | [ ۴ ]       |
| ایتالیا          | ۰    | ۲     | [ ۸ ] [ ۹ ] |
| ایرلند           | ۰    | ۱     | [ ۴ ]       |
| لهستان           | ۰    | ۱     | [ ۴ ]       |
| پرتقال           | ۰    | ۱     | [ ۱۰ ]      |
| رومانی           | ۱    | ۱     | [ ۱۱ ]      |
| کره جنوبی        | ۰    | ۵     | [ ۴ ]       |
| نامشخص           | ۱    | ۸     | [ ۴ ]       |
| جمع              | ۵*   | ~۴۰   | [ ۴ ]       |
| *به انضمام مهاجم |      |       |             |

## گاهشمار
در حدود ساعت ۱۴:۴۰ روز ۲۲ مارس ۲۰۱۷ خودرویی جمعیتی حدود ۱۰ تن را بر روی پل وست‌مینستر زیر گرفت. ایستگاه متروی وست‌مینستر بسته شده‌است. در این واقعه ۴۰ نفر مجروح شده‌اند.

## مهاجم

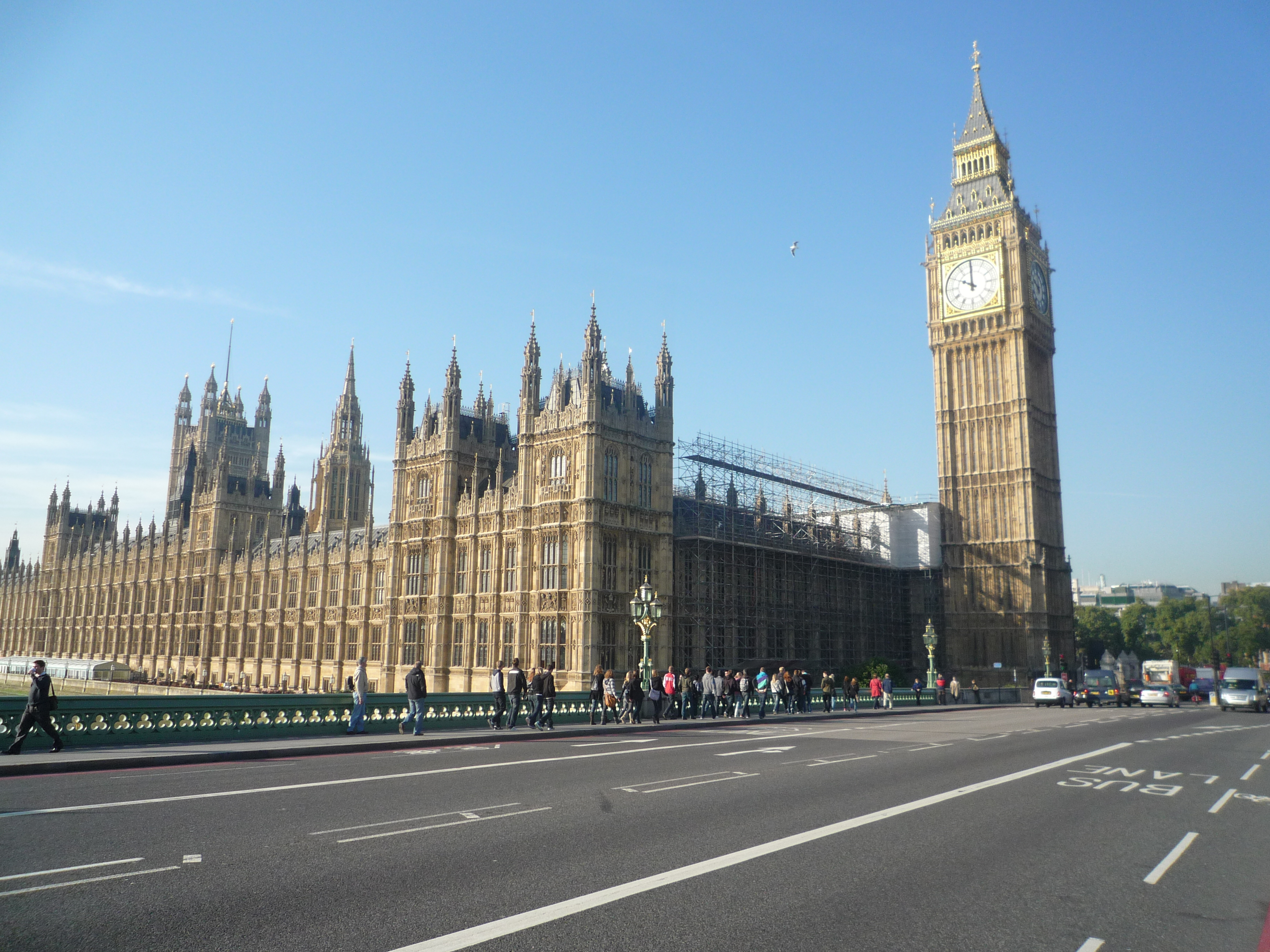
حمله تروریستی به عابران پل وست مینستر در 22 مارس 2017, از سوی مهاجم پاکستانی تبار ، خالد مسعود.

خالد مسعود (انگلیسی: Khalid Masood زاده ۲۵ دسامبر ۱۹۶۴ - درگذشته ۲۲ مارس ۲۰۱۷) تنها عامل معرفی‌شده حمله ۲۰۱۷ وست‌مینستر، مرگبار حمله تروریستی در بریتانیا در ۱۲ سال اخیر. وی در حین حمله وی به ضرب گلوله پلیس کشته شد.